# 谷村まち子
谷村 まち子（たにむら まちこ、1914年1月25日 - 1987年7月2日）は、日本の児童文学作家、翻訳家。

## 人物・来歴
本名・新谷 依枝（よりえ）。夫は新谷 藤楠。
東京に生まれる。津田英学塾卒業。自ら児童文学を創作するほか、多くの英米児童文学を翻訳、少女小説の翻訳が多い。真知子、満智子などの表記もある。

## 著書
- 『ヘレン・ケラー物語 少女のための』（大日本雄弁会講談社） 1949.10
- 『愛の夢 少女小説』（妙義出版社） 1949.6
- 『虹に立つ乙女』 (谷村満智子, 佐藤漾子絵、金の星社、世界名作物語） 1949
- 『愛の花かげ』（山本サダ絵、ポプラ社） 1954
- 『心のふるさと』（山本サダ絵、ポプラ社） 1955
- 『七色の虹』（花房英樹絵、ポプラ社） 1955
- 『冬来たりなば』（山本康代絵、ポプラ社） 1956
- 『ゆきうさぎ』 (中央出版社、幼年文庫） 1960
- 『貝のうた』（同信社） 1962、のちヨルダン文庫（1964）
- 『ちょうの夢』（井崎昭治絵、ヨルダン社） 1968

## 翻訳・再話
- 『神々の贈物 ギリシヤ・ローマ神話』（村上正夫絵、雄鶏社） 1948
- 『森の魔王 コサック民話』（谷村満知子名義、秋岡よしを絵、公文館、世界名作童話集） 1949
- 『ギリシア神話』（トマス・ブルフィンチ、西村保史郎絵、あかね書房、幼年世界名作全集） 1956
- 『黒い眼のレベッカ』（ケイト・ダグラス・ウィギン、編著、西村保史郎絵、偕成社、世界少女名作全集） 1958
- 『黒馬物語』（アンナ・シュウエル、編訳、中央出版社、少年少女文庫） 1959
- 『おちびさん』（エルウィン・ブルックス・ホワイト、中央出版社、少年少女文庫） 1959
- 『バンビ』（フェリックス・ザルテン、中央出版社、少年少女文庫） 1959
- 『天使の花かご』（クリストフ・フォン・シュミット、編著、辰巳まさ江絵、偕成社、世界少女名作全集） 1959
- 『クリスマスの天使』（ウィギン、編著、若菜珪絵、偕成社、世界少女名作全集） 1959
- 『家なき子』（エクトル・マロ、富岡襄絵、集英社、少年少女物語文庫） 1959
- 『のんにとまんにのぼうけん』（ヨーン・スウェソン原作、中央出版社、幼年文庫） 1963
- 『ヒッコリーちゃん』（キャロリン・S・ベイレイ原作、鈴木悦郎絵、中央出版社、少年少女文庫） 1963
- 『オクスフォード世界の民話と伝説1 (イギリス編1)』（ジェームズ・リーブズ、中野好夫共訳、朝倉摂絵、講談社） 1964
- 『愛の妖精 / 魔の沼』（ジョルジュ・サンド、偕成社、少女世界文学全集） 1964
- 『愛の天使ロモラ』（ジョージ・エリオット、山中冬児絵、偕成社、少女世界文学全集） 1965
- 『動く肖像画の謎』（マーガレット・サットン、高橋懿国絵、偕成社、世界探偵名作シリーズ） 1969
- 『ちびくろさんぼ』（ヘレン・バンナーマン、菊池貞雄, 浦田又治絵、ポプラ社、オールカラー名作絵本） 1971
- 『夢のバレリーナ』（グラディス・マルバーン原作、編著、西村保史郎絵、偕成社、少女名作シリーズ） 1972
- 『ぎざみみうさぎ』（アーネスト・シートン、高木厚画、ポプラ社、シートン動物ものがたり） 1973
- 『白鳥の湖 バレエ名作集』 (ポプラ社文庫) 1984.3

### ヨハンナ・スピリ
- 『アルプスの少女』（ヨハンナ・スピリ、外山えみ子絵、同和春秋社、世界少年少女名作選集） 1956
- 『ヴィルデンシュタイン城』（ヨハンナ・スピリ原作、中央出版社、少年少女文庫） 1959
- 『やぎかいのもに』（ヨハンナ・スピリ訳編、小坂しげる絵、女子パウロ会） 1973

### バーネット
- 『ひみつの花園』（フランシス・エリザ・ホジスン・バーネット、編著、立野保之介絵、同和春秋社、世界名作童話集） 1956、のちポプラ社文庫
- 『小公子』（バーネット、高橋秀絵、同和春秋社、世界名作童話） 1957
- 『小公女』（バーネット、田中潮絵、岩崎書店、世界少女名作全集） 1963、のち偕成社文庫

### エレナ・ポーター
- 『金髪のマーガレット』（エレナ・ポーター、編著、田村耕介絵、偕成社、世界少女名作全集） 1959
- 『スウ姉さん』（エレナ・ポーター、谷俊彦絵、講談社、世界名作全集） 1960
- 『少女ポリアンナ』（ポーター、山野辺進画、集英社、母と子の名作童話） 1974

### キャロリン・キーン
- 『古い柱時計の秘密』（キャロリン・キーン原作、池田仙三郎絵、金の星社、少女世界推理名作選集） 1962、のちフォア文庫
- 『赤い舞踏靴の秘密』（キャロリン・キーン、小林与志絵、ポプラ社、ジュニア世界ミステリー） 1968
- 『サーカス少女のひみつ』(キーン、ポプラ社文庫） 1980.6

### ジーン=エストリル
- 『バレエひとすじに』（ジーン=エストリル、偕成社、ドリーナ バレエ シリーズ） 1978.10
- 『はじめての愛』（ジーン=エストリル、偕成社、ドリーナ バレエ シリーズ） 1978.11
- 『バレリーナの道へ』（ジーン=エストリル、偕成社、ドリーナ バレエ シリーズ） 1978